# Piet Mestdagh
Pour les articles homonymes, voir Mestdagh.
Piet Mestdagh, né le 5 septembre 1963, est un cavalier belge de reining.

## Carrière
Aux Jeux équestres mondiaux de 2014, il remporte avec Bernard Fonck, Ann Poels et Cira Baeck la médaille d'argent par équipe. 